# Jada Fire
Jada Fire (Los Angeles; 1 de setembre de 1976) és una exactriu porno nord-americana. Ara és model eròtica i cineasta pornogràfica.

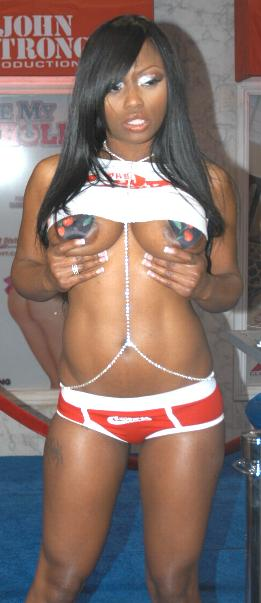
Jada Fire (2007)

Des que va entrar en la indústria, se la coneix per ser una actriu de grans mamelles i per les seves actuacions gonzo en les seves pel·lícules, escenes lesbianes, interracial, esclavitud i escenes anals en les quals ha aconseguit que molts homes acabin esclatant en forts orgasmes molt abans del pensat. La majoria de les seves pel·lícules, com Hit That PHAT Ass 4, el qual està filmat entorn de dones de grans natges rodones, i afroamericans sobre temes d'afroamericans o interracial. Jada és, a més, una de les actrius més populars de la productora Elegant Angel (famosa per la seva sèrie Big Wet Asses entre altres), protagonitzant les més importants sèries de films sobre múltiples orgasmes femenins o squirt, nom adquirit per l'onomatopeica paraula que al·ludeix a l'acció esmentada. Jada té en la major part de les seves pel·lícules un rol protagonista, arribant fins i tot a sotmetre als seus col·legues amb ejaculacions en el seu rostre des de llarga distància.

## Premis
- 2007 Premis AVN, a la Millor escena de sexe anal per Manhunters.[1]
- 2007 Porn World Award, per Ass of the Year.
- 2008 Premis AVN, Millor sèrie d'ejaculació femenina per Jada Fire Is Squirtwoman.[2]